# Urvorfahr

Moderne Darstellung der Verwandtschaftsverhältnisse aller rezenten Organismen in Form eines sogenannten Kladogramms (in diesem Umfang auch „Tree of Life“, „Baum des Lebens“ genannt). Der Urvorfahr (LUCA) steht an der Wurzel dieses Kladogramms. Ebenfalls verzeichnet ist die Position der jüngsten gemeinsamen Stammform von Pflanzen, Tieren, Pilzen sowie u. a. Euglenen und Leishmanien (LECA; siehe unten)

Der Urvorfahr (englisch Last Universal Ancestor, LUA, oder Last Universal Common/Cellular Ancestor, LUCA) ist die – hypothetische – letzte gemeinsame Stammform aller heutigen (rezenten) zellulären Organismenarten. Er wird von den sogenannten monophyletischen Abstammungstheorien postuliert, die davon ausgehen, dass sämtliche Lebewesen der Erde, Pflanzen, Tiere, Pilze und einzellige Formen, sich auf eine einzige „primitive“ Urform zurückführen lassen, während alle übrigen auf der frühen Erde wahrscheinlich existierenden zeitgenössischen, ähnlich primitiven Formen keine Nachkommen in der rezenten Lebewelt und auch nicht in der jüngeren Erd- und Evolutionsgeschichte hinterlassen haben. Es wird in diesen Hypothesen davon ausgegangen, dass dieser LUCA vor mindestens 3,5 Milliarden Jahren, also im späten Hadaikum oder frühen Archaikum, gelebt hat, andere Autoren legen sogar einen Zeitraum von 4,32 bis 4,52 Milliarden Jahren nahe (2023). Nach einer 2024er Studie entstand LUCA vor etwa 4,2 Milliarden Jahren, hatte aber anscheinend bereits ein primitives Immunsystem zur Abwehr von Viren.
Für den Entstehungsort des Lebens und Lebensraum des LUCA wurden etliche Szenarien vorgeschlagen, darunter alkalische „Weiße Raucher“ als Hydrothermalquellen nicht zu hoher Temperatur (wie es sie beispielsweise in der „Lost City“ gibt). Eine von Dieter Braun et al. untersuchte andere Möglichkeit könnten Gesteinsporen in den Randzonen von frühen Vulkaninseln sein, die gezeitenbedingt abwechselnd vom Urozean benetzt wurden und wieder trocken fielen (siehe Chemische Evolution: §Mitwirkung von Mineralen und Gesteinen).

## Hintergrund
Für den Urvorfahren wird entsprechend dem Sparsamkeitsprinzip (Ockhams Rasiermesser) üblicherweise angenommen, dass dieser diejenigen Merkmale der heute lebenden Organismen hatte, die diesen gemeinsam sind: eine Zellstruktur, DNA, den (weitestgehend übereinstimmenden) genetischen Code wie auch mRNA, tRNA und eine ribosomal vermittelte Translation. Sogar DNA-Reparaturmechanismen weisen über alle zellulären Organismen und einige Viren Ähnlichkeiten (Homologien) auf: die Familie der RecA-Rekombinasen mit RecA in Bakterien, Rad51 und DMC1 in Eukaryoten, RadA in Archaeen und UvsX im Bakteriophagen T4, einem Bakterienvirus. Ein weiteres Indiz für diese Annahme ist die Erkenntnis, dass Archaeen (wie Halobacterium salinarum) die gleichen Mechanismen zur Erhaltung der Zellgröße benutzen wie Bakterien und Eukaryonten, d. h. dass die Zellteilungsstrategie in allen drei Domänen des Lebens gleich sein könnte.
Da die Organisation der DNA bei Bakterien fundamental von der bei Archaeen und komplexen Zellen (Eukaryoten) abweicht, wird neuerdings die These vertreten, dass der zelluläre LUCA noch der RNA-Welt angehört hat. Die Speicherung der Erbinformation in der DNA wird dann als eine Fähigkeit angesehen, die zunächst von Retroviren ‚erfunden‘ wurde und die dann zelluläre Organismen mehrmals durch Übertragung von solchen Viren erworben haben. Daraus resultieren die Bakterien einerseits, die Archaeen und Eukaryoten andererseits. Der grundsätzliche Aufbau der Ribosomen als Eiweißfabriken und der genetische Code stimmen dagegen bei allen zellulären Organismen so gut überein, dass bereits der LUCA darüber verfügt haben muss.
Darüber hinaus ist es möglich, dass der Urvorfahr thermophil war. Das wird allerdings angezweifelt, weil diese Hypothese auf vergleichenden Sequenzanalysen der rRNA (ribosomalen RNA) basierte, die bei thermophilen Organismen fragwürdige Ergebnisse liefern. Es scheint, dass seine Zellwandbestandteile Murein (Peptidoglycan) enthielten, die charakteristische Zellwandkomponente moderner Bakterien.
Anmerkungen zu möglichen Fehlschlüssen:
1. Es handelt sich beim Last Universal Ancestor nicht um ein bestimmtes Individuum, sondern um ein Taxon im Rang einer Art und somit um eine Population.
2. Diese Urpopulation repräsentiert nicht zwangsläufig auch die ersten existierenden (zellulären) Organismen.
3. Folglich handelte es sich auch nicht zwingend um die „primitivst“-möglichen Lebensformen.

Die Entstehung und Entwicklung des genetischen Codes und der Ribosomen hätte dann vor dem LUCA bereits in der RNA-Welt stattgefunden. Vorher standen als Biokatalysatoren nur Ribozyme zur Verfügung, danach auch echte (Protein-)Enzyme (Zwei Phasen der RNA-Welt). Moderne Ribosomen bestehen aus beidem, ribosomaler RNA (rRNA) und (Hilfs-)Proteinen.
Wenn man unter dem Begriff Progenot einen Organismus versteht, der noch im Begriff ist, die Beziehung zwischen Genotyp und Phänotyp zu entwickeln, dann wäre dieser Organismus in der ersten Phase anzusiedeln, also vor dem LUCA, der vermutlich in der zweiten Phase anzusiedeln ist. Ähnlich wird manchmal der Begriff Protozelle oder Protobiont verstanden: In einem sich replizierenden Vesikel wird RNA repliziert (siehe auch Mikrosphäre).
Eine statistische Untersuchung aus dem Jahr 2010 hat ergeben, dass das Leben sehr wahrscheinlich von einem einzigen gemeinsamen Vorfahren abstammt. Ein einziger gemeinsamer Vorfahr ist danach 102860-mal so wahrscheinlich wie mehrere. All seine Zeitgenossen sind seither ausgestorben; lediglich das genetische Erbe einer einzigen Spezies hätte bis zum heutigen Tag überlebt.
Im Gegensatz dazu propagierte Carl Woese, dass unser genetisches Prä-LUCA-Erbe von einer Vielzahl an Lebensformen entstammte, statt nur von einer Spezies (Biofilmtheorie, Horizontaler [lateraler] Gentransfer, HGT oder LGT). Die Fähigkeit primitiver Lebewesen zum horizontalen Gentransfer könnte nämlich bedeuten, dass anstelle eines einzigen universellen Ahns eine Gemeinschaft (Genpool) primitiver Einzeller tritt. Da diese sich untereinander im stetigen Genaustausch befanden ('Common ancestral community'), könnten sie aus heutiger Sicht quasi als eine Einheit (Species) erscheinen. Dieser Genaustausch könnte u. a. auch durch Viren vermittelt worden sein.
Der Aufbau von Dendrogrammen (Baumdiagrammen) auf der Grundlage genetischer Distanz zwischen allen existenten Zelltypen zeigt eine relativ frühe Aufspaltung zwischen Archaeen, die hoch resistent gegenüber extremen Lebensbedingungen (extremophil) sind, und den übrigen Lebensformen. Dies hat zu einigen Vermutungen darüber geführt, dass sich der Urvorfahr in solch extremen Ökosystemen entwickelt haben könnte, etwa im Tiefseerücken.

## Zwei oder drei Domänen

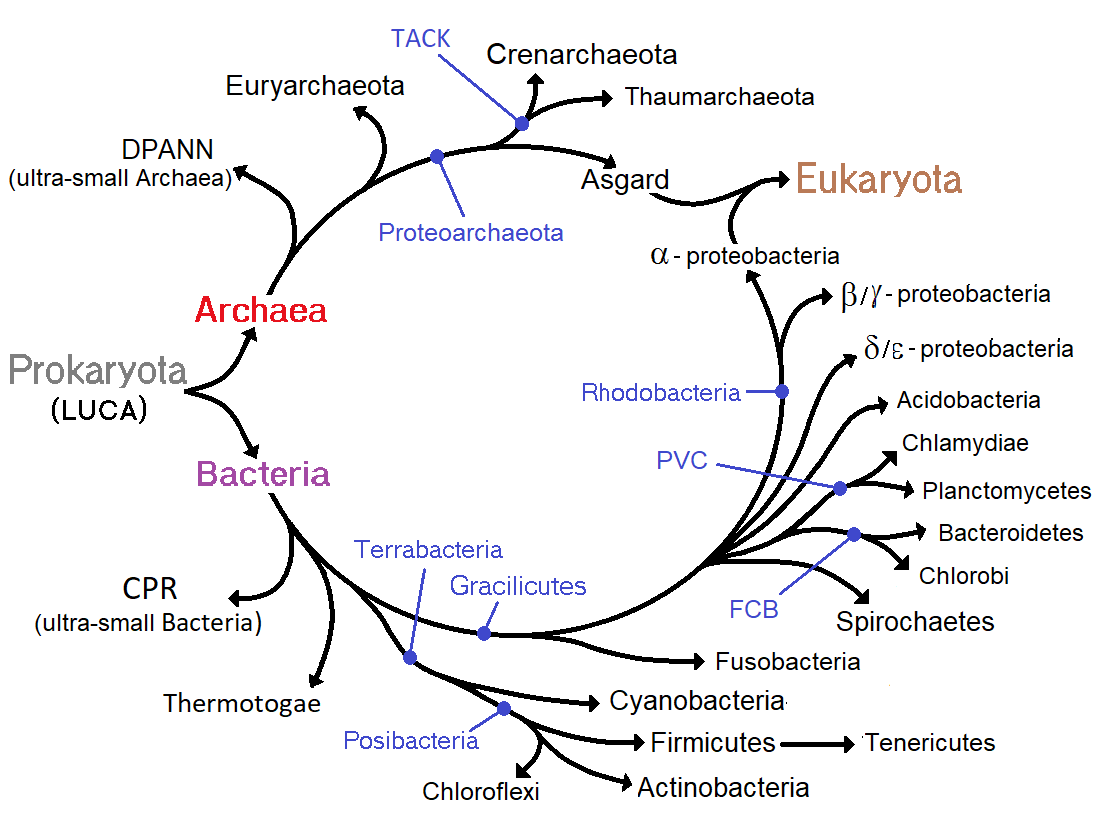
Das „Ring des Lebens“ genannte Modell hebt den Einfluss der Bakterien auf die Entstehung der Eukaryoten hervor, um so die Einrichtung einer dritten Domäne „Eukaryota“ zu rechtfertigen.

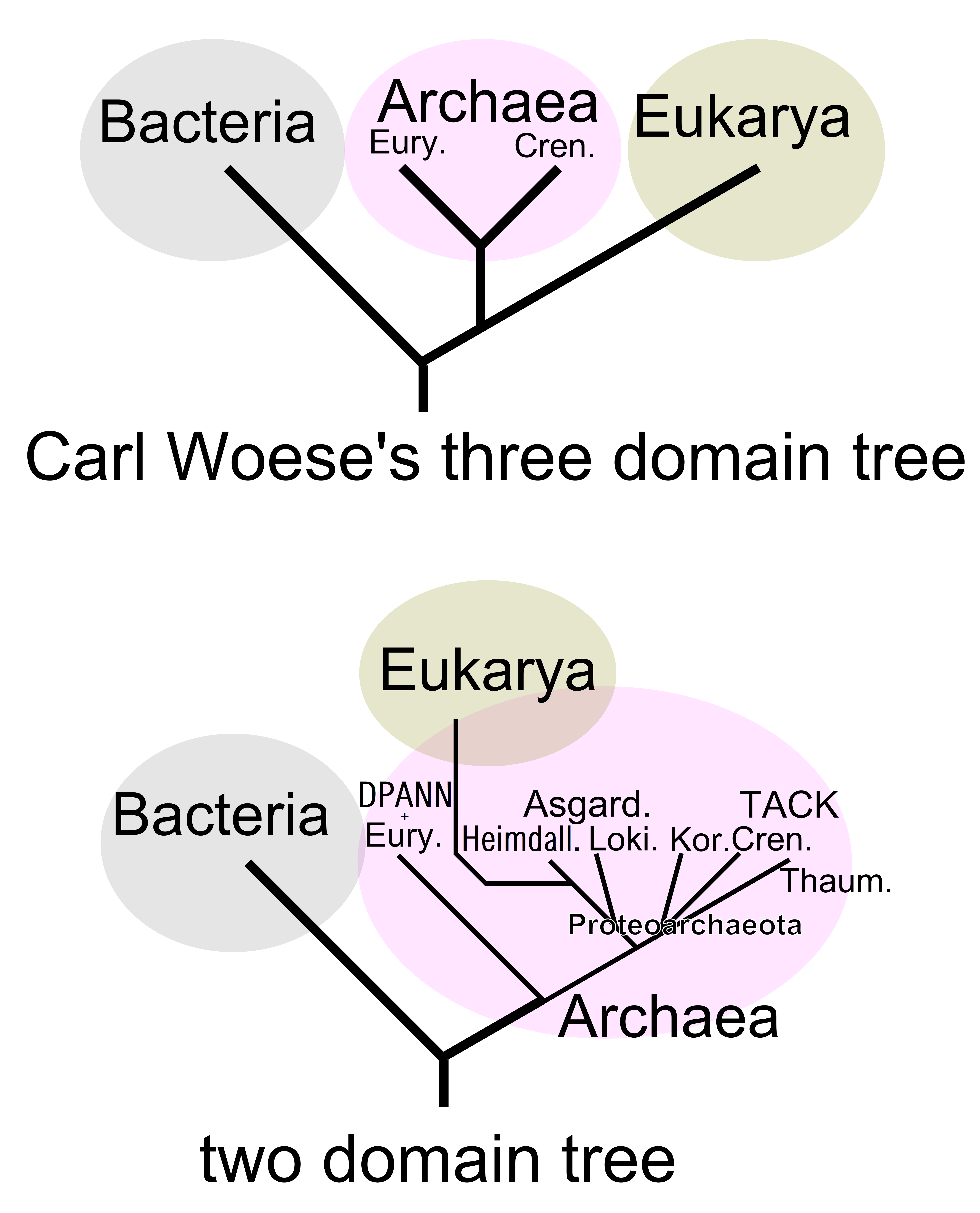
Der Drei-Domänen-Stammbaum nach Woese und die Eozyten-Hypothese (Zwei-Domänen-Baum) nach Cox et al. (2008) und Eme et al. (2023).

Neue Untersuchungstechniken haben in den Jahren seit etwa 2015 das Bild stark verändert. Die bisherigen Stammbäume beruhten auf dem Vergleich homologer DNA-Sequenzen vor allem aus der kleineren Untereinheit der ribosomalen RNA. Die für die Amplifikation verwendeten Methoden, vor allem die verwendeten Primer, erwiesen sich nun für eine Reihe ungewöhnlicher Prokaryoten als ungeeignet. Diese Organismen waren der Aufmerksamkeit der Biologen bis dahin entgangen, weil sie sich mit den in Jahrzehnten entwickelten Standard-Techniken der Mikrobiologie nicht kultivieren ließen und großenteils bis heute nicht lassen. Viele von ihnen besitzen ein sehr kleines Genom, ihnen fehlen für Lebensvorgänge wesentliche Synthese- und Stoffwechselwege, weshalb man annimmt, sie können womöglich nur als Symbionten oder Parasiten, gemeinsam mit anderen Organismen, überleben. Da die formale Beschreibung von Prokaryotentaxa an Kultivierung gebunden ist, verharren die neu gefundenen Linien auf dem Status eines Candidatus. Tatsächlich wurden aber zahlreiche Taxa, die aufgrund ihrer Divergenz im Rang von Stämmen (Phyla) eingeordnet werden müssen, gefunden, bei denen nicht ein kultivierbares Mitglied enthalten ist. Ihre Existenz verrät sich durch Analysemethoden, bei denen ohne Umweg über Kultivierung direkt Genome in der Umwelt analysiert und dann einzelnen Linien/Arten zugeordnet werden (genannt Metagenomik) oder bei denen das Genom einer einzelnen, isolierten Zelle amplifiziert und sequenziert wird.
Eine solche Gruppe, die zu den Archaeen gehörenden „Lokiarchaeota“ erwies sich unerwarteterweise nach genetischen Analysen als nahe verwandt mit den Eukaryoten. Danach wurden weitere Schwestergruppen der „Lokiarchaeota“ gefunden („Thorarchaeota“, „Odinarchaeota“, „Heimdallarchaeota“ etc.); alle zusammen werden zur „Asgard“-Supergruppe zusammengefasst.
Ein mit Hilfe der neuen Techniken 2016 aufgestellter neuer Stammbaum des Lebens, der auf mehr als 3000 vollständig analysierten Genomen beruht, fand nicht nur eine neue Großgruppe der Bakterien, die (mit einer Ausnahme) ausschließlich bisher unkultivierbare Bakterienstämme enthält. Ein Ergebnis war außerdem, dass der Ursprung der Eukaryoten innerhalb der Archaeen liegt und nicht, wie bisher angenommen,
unabhängig von diesen ist.
Danach würden nur zwei (statt bisher drei) Domänen des Lebens existieren, denn die Eukaryoten wären zu einer Linie innerhalb der Archaeen reduziert. Allerdings war dies in Form der Eozyten-Hypothese schon früher vorgeschlagen worden, galt aber bisher als im Widerspruch zu den Befunden. Jetzt käme als ein solcher Ausgangspunkt der Eukaryoten die Asgard-Supergruppe der Archaeen in Frage.
Eine weitere Unterstützung dieser Zweiteilung der Lebewesen kommt aus der Erkenntnis, dass die DNA-Replikationssysteme der Bakterien auf der einen und der Archaeen sowie Eukaryoten auf der anderen Seite sich derart stark voneinander unterscheiden, dass – im Gegensatz zu den Ribosomen und dem Genetischen Code – für diese kein gemeinsamer Ursprung (Homologie) angenommen werden kann. Möglicherweise hatte der zelluläre LUCA daher noch (wie viele Viren) ein RNA-Genom, war also ein (hypothetischer) Ribozyt.
Ähnliches gilt für an DNA-Reparaturmechanismen betrachtete Proteine. Während es für die Proteine aus der Familie der RecA-Rekombinasen wie oben erwähnt Homologien über alle zellulären Organismen (und einige Viren) gibt, finden sich für weitere Reparaturproteine Homologien unter Eukaryoten und Archaeen (Rad54, Mre11, und Rad50).
In Zusammenhang mit diesen Entdeckungen wurden auch andere bisherige Ansichten zum systematischen Wert grundlegender Unterschiede in Frage gestellt, etwa zum Aufbau der Lipide der Zellmembran oder zum Ursprung der grampositiven Bakterien. Da jedoch die ATP-Synthase allen Lebewesen in ihrer komplexen Grundstruktur gemein ist (mit Ausnahme von wenigen rein gärenden Mikroben sowie primitiven Vielzellern wie einigen Myxozoen und Korsetttierchen,) sollte der LUCA bereits über eine Basisversion davon verfügt haben. Da die ATP-Synthase ein membrangebundenes Protein ist, sollte der LUCA bereits über Membranen (in irgendeiner Form) verfügt haben, so dass in ihm ein zumindest primitiv-zellulärer Organismus zu vermuten ist, etwa mit semipermeabler Membranhülle (statt wie bei heutigen Zellen mit impermeabler Membranhülle und aktiven Transportmechanismen). Die Analyse der Proteinfamilien der verschiedenen Untereinheiten membranständiger F- und A-/V-Typ-ATPasen erlaubt Rückschlüsse auf die detaillierte Entstehungs- und Entwicklungsgeschichte dieser 'motorischen' Enzyme. Dies stützt weiter die Annahme, dass LUCA bereits ein zellulärer Organismus mit einer zumindest primitiven Form von Membranen war und dass die Eukaryoten sich aus einem Zweig der Archaeen entwickelt haben.
Eine weitere Unterstützung der Annahme eines gemeinsamen Ursprungs aller zellulären Organismen könnte sich aus der vergleichenden stöchiometrischen Analyse fundamentaler Stoffwechselwege (englisch metabolic pathways) von Modellorganismen ergeben. Am MIT hatten Jean-Benoît Lalanne, Gene-Wei Li und Kollegen in einer Veröffentlichung im März 2018 über eine entsprechende Untersuchung an verschiedenen Bakterien und an der Bäckerhefe eine bemerkenswerte Übereinstimmung gefunden. Die evolutionären Kräfte, die hinter dieser hochkonservierten Stöchiometrie stehen, blieben aber zunächst im Dunkeln.
Die bisher erzielten Ergebnisse sind aufgrund ihrer Neuartigkeit noch vorläufig, sie stehen teilweise im Widerspruch zu den anhand der traditionellen Methoden erzielten Erkenntnissen und müssen daher noch umfassend geprüft werden. Sie deuten aber auf die Möglichkeit hin, dass eventuell einige Prokaryoten mit sehr kleinem Genom möglicherweise nicht auf die Reduktion komplexer organisierter Vorfahren zurückgehen, sondern dass es sich um reliktäre Linien handeln könnte, die in der modernen Welt nur als Symbionten überleben konnten.

## Urviren
Im Gegensatz zu den zellulären Organismen (Biota inklusive Mensch) gibt es offenbar verschiedene Urviren (virale LCAs). Obwohl auch äußerst verschiedene Viren homologe Hüll-Proteine besitzen, gibt es zwanzig oder mehr grundsätzlich verschiedene solche Proteine, die nicht miteinander verwandt sind, was gegen einen gemeinsamen Vorfahren aller Viren spricht. Viren scheinen in einer Periode starken horizontalen Gentransfers durch Reduktion aus urtümlichen Zellen entstanden, die ein segmentiertes RNA-Genom besaßen (Ribozyten, RNA-Welt), nicht von einem „modernen“ Gegenstück. Im Einklang mit der RNA-Welt- und Ribozyten-Hypothese müssen die ursprünglichen Viren RNA-Viren gewesen sein, bevor diese die DNA zur Speicherung der Erbinformation entdeckt hätten.

## Urkaryoten, Archezoen und LECA/FECA

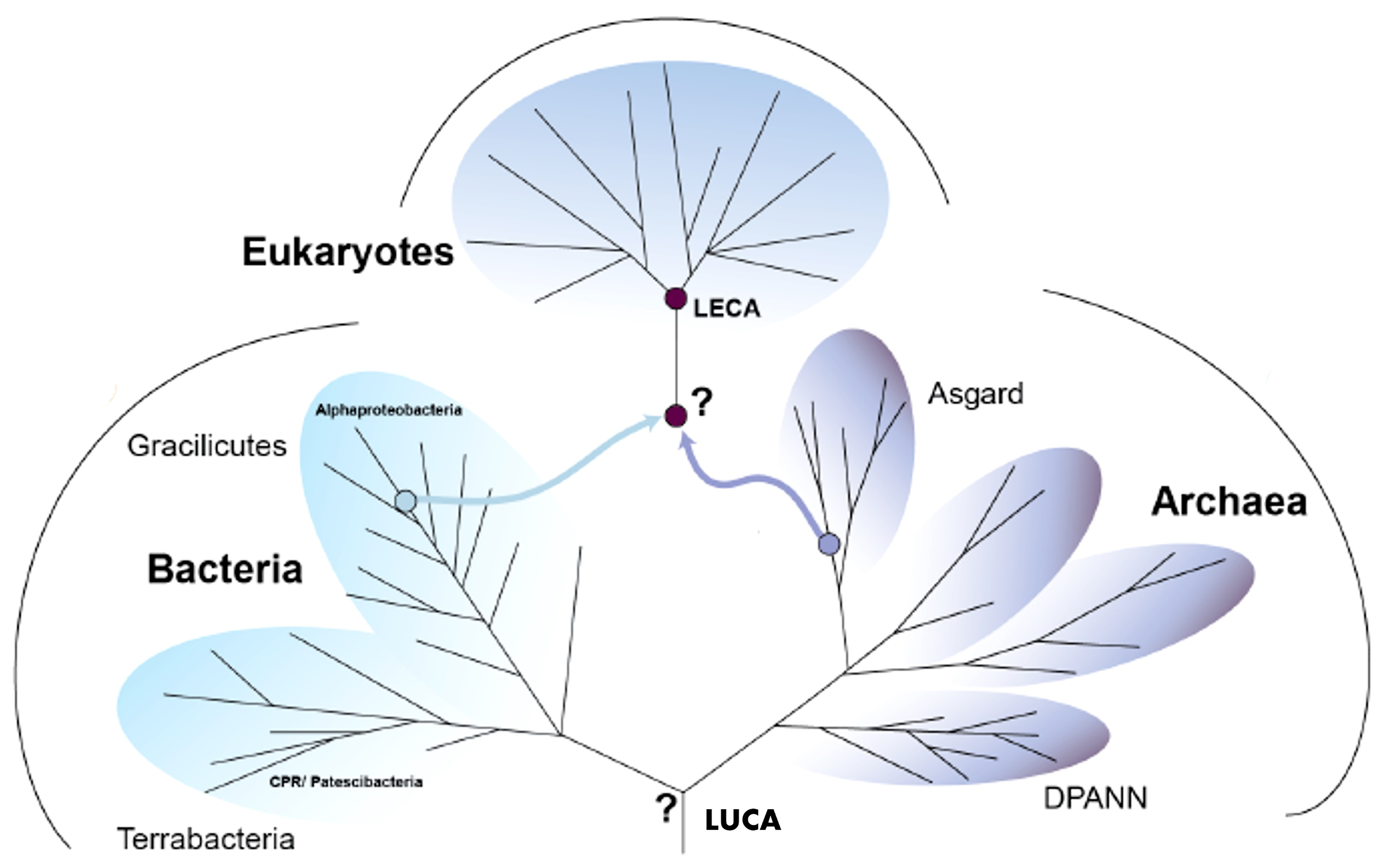
LUCA und LECA: die Ursprünge der Eukaryoten. Unmittelbares Resultat des Endosymbioseereignises (am mit ‚?‘ markierten Verschmelzungspunkt unterhalb des LECA) ist der FECA. Viel früher entstanden aus dem gemeinsamen Urvorfahr (LUCA) die beiden Domänen der Prokaryoten, Bakterien und Archaeen. Nach LECA diversifizierten die Eukaryoten zu einer Kronengruppe mit den heutigen Protisten, Tiere, Pilze und Pflanzen.

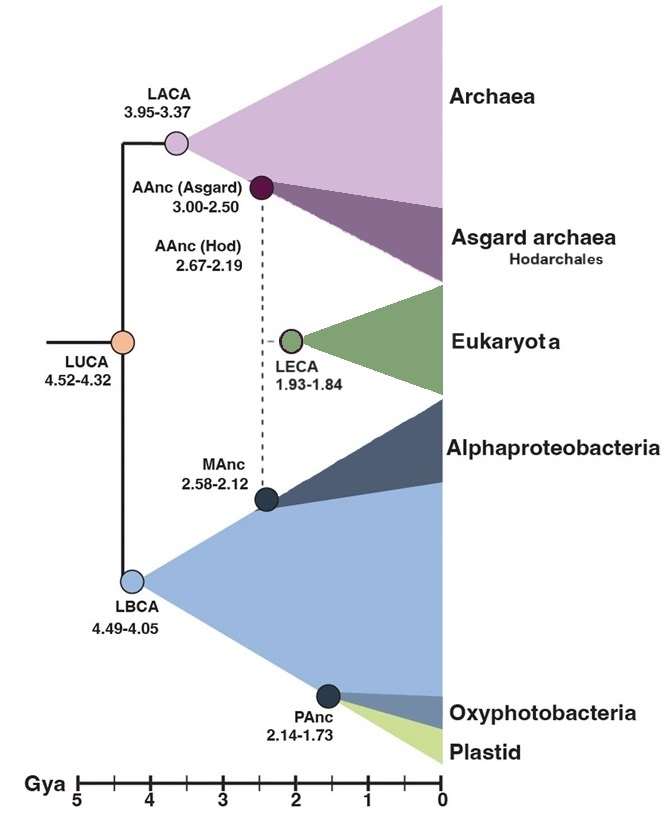
Phylogenie der zellulären Organismen mit zeitlichem Rahmen.
MAnc: gemeinsamer Vorfahre der Mitochondrien und ihrer nächsten Verwandtschaft (Alphaproteobakterien).
AAnc: gemeinsamer Vorfahre der eukaryotischen Wirtslinie und ihrer nahen Verwandtschaft (Asgard-Archaeen bzw. ihrer Untergruppe Hodarchaeales).
PAnc: gemeinsamer Vorfahre der Plastiden (Chloroplasten) und ihrer nächsten Verwandtschaft (Cyanobakterien: Oxyphotobacteria).

Der letzte gemeinsame Vorfahr aller heutigen Eukaryoten wird in Analogie zum Last Universal Common Ancestor (LUCA) als Last Eukaryotic Common Ancestor (LECA) bezeichnet. Der erste gemeinsame eukaryotische Vorfahr wird dagegen als First Eukaryotic Common Ancestor (FECA) bezeichnet. Unter den Nachkommen des FECA vor dem LECA abzweigende Nebenlinien haben nicht überlebt (siehe Kronen- und Pangruppe).
Statt der früheren Urkaryoten-Hypothese, nach der sich die Eukaryoten weitgehend unabhängig von Bakterien und Archaeen aus  „primitiven“ amöboiden prädatorischen Einzellern (Urkaryoten oder Ureukarya) entwickelten, gilt heute eine Abstammung von Archaeen als weitestgehend gesichert.
Dieses Szenarie war ursprünglich als Eozyten-Hypothese vorgeschlagen worden. Mit der Zeit wurden neue Vertreter der Archaeen mit einem immer kleineren Abstand zu den Eukaryoten vorgeschlagen, auf die ursprünglichen Crenarchaeota folgten die Lokiarchaeota und heute die Heimdallarchaeota (mit den Hodarchaeales).
Nicht ausgeschlossen werden kann eine Mitwirkung von DNA-Viren (etwa der Phyla Nucleocytoviricota, NCLDVs, oder Preplasmiviricota, PLVs), diese Szenarien werden mit dem Oberbegriff virale Eukaryogenese bezeichnet.
Alle bisher untersuchten Eukaryoten besitzen, neben einem vom Cytoplasma durch eine Kernmembran abgegrenzten Zellkern, Mitochondrien oder Organellen (Hydrogenosom, Mitosom etc.), die offenbar von Mitochondrien abstammen oder mit diesen einen gemeinsamen Vorfahren haben. Zumindest ließen sich überall in der Zellkern-DNA Gene mitochondrialen Ursprungs nachweisen als Resultat eines lateralen Gentransfers von einem früheren Mitochondrium zum Kern. Daher könnte LECA bereits einen Zellkern und mitochondrienartige Organellen (mit eigener mtDNA) besessen haben.
Ein Schlüssel zur Erforschung der Eukaryogenese konnte im Entwurf eines Stammbaums Chromatins und der eukaryotischen, archaealen und viralen Histone liegen.

## Archaeen und Bakterien – LACA und LBCA
In Analogie wird der letzte gemeinsame Vorfahr der Archaeen als LACA bezeichnet; der der Bakterien (siehe Urbakterium) als LCBA, manchmal auch LBCA.
Stammbaum der Lebewesen. Schwarz gefärbte Zweige haben rezente Nachkommen hinterlassen, grau gefärbte nicht. LUCA ist der jüngste gemeinsame Vorfahr der rezenten Organismen (Kronengruppe), aber nicht das erste Lebewesen (Stammgruppe). LUCA dürfte daher die Erde mit anderen Organismen (Zeitgenossen, englisch contemporaries: Band in türkis) geteilt haben, deren Linien heute zwar ausgestorben sind, die aber dennoch per HGT genetische Spuren in heutigen Organismen hinterlassen haben könnten (s. o.).

## LUCELLA und weitere Begriffe
Der letzte gemeinsame Vorfahre aller zellulären Organismen (Bakterien einerseits, Archaeen inkl. Eukaryoten andrerseits) wird gelegentlich auch als LUCELLA bezeichnet – nach der RNA-Welt-Hypothese könnte dies ein Ribozyt (Zelle mit RNA-Genom) gewesen sein.
Weitere Begriffe dieser Art setzen oft bestimmte Annahmen voraus, so z. B. LAECA (last archaeo-eukaryotic common ancestor) eine parallele Entwicklung von Archaeen und Eukaryoten. Nach der Eozyten-Hypothese entwickelten sich die Eukaryoten aber aus einem Zweig der Archaeen heraus (dabei endosymbiotische Aufnahme eines α-Proteobakteriums als Mitochondrium), der LAECA ist dann identisch mit dem LACA.

Ursprünglich angenommene frühe Diversifizierung des Lebens hin zu drei Domänen mit Kandlers Präzellen-Theorie (Kandler 1998, S. 22) und Urkaryoten (Ureukarya).

## Alternatives Konzept: Präzellen
Nach der Präzellen-Theorie (pre-cell theory) gab es keine „erste Zelle“ bzw. auch keine nahezu komplette Zelle (LUCA) als Urvorfahr, aus der die drei Domänen des Lebens hervorgingen.
Jede der drei Domänen entstand vielmehr aus eigenen Vorgängerzellen (proto-cells), die durch sukzessive Zellularisierung aus einer multiphänotypischen Population von evolvierenden Präzellen (pre-cells) hervorgingen.
Die nebenstehende schematische Darstellung zeigt Kandlers Konzept einer graduellen Evolution und Diversifizierung des ersten Lebens durch vorteilhafte Verbesserungen (die Zahlen weisen dabei auf die einzelnen aufeinanderfolgenden Entwicklungsschritte bzw. auf die Entstehung von Verbesserungen hin und werden unter „weitere Einzelheiten“ genauer erklärt).